# Raiden III
Raiden III (雷電III, en version originale japonaise) est un jeu vidéo de type shoot 'em up développé par MOSS, sorti en 2005 sur borne d'arcade et PlayStation 2 puis porté sur Windows (en version boîte) en 2006 et réédité sur le PlayStation Network en 2011 et sur Steam en 2014.

## Accueil
- Jeuxvideo.com : 12/20[1]